# Carolesia
Carolesia is een geslacht van weekdieren uit de klasse van de Gastropoda (slakken).

## Soort
- Carolesia blakei (Clench & Aguayo, 1938)
  - = Calliostoma blakei (Clench & Aguayo, 1938)
  - = Photinula blakei (Clench & Aguayo, 1938)